# یواس‌اس باربر (دی‌ئی-۱۶۱)
یواس‌اس باربر (دی‌ئی-۱۶۱) (به انگلیسی: USS Barber (DE-161)) یک کشتی بود که طول آن ۳۰۶ فوت (۹۳ متر) بود. این کشتی در سال ۱۹۴۳ ساخته شد.